# Nhà nước Junagadh

Trạng thái hiện đại của Gujarat, được hiển thị trong biên giới hiện đại của Ấn Độ

Cờ thương mại

Junagarh hay Junagadh là một phiên vương quốc ở Gujarat nằm dưới quyền bảo hộ của Đế quốc Anh do triều đại Babi Hồi giáo ở Tiểu lục địa Ấn Độ cai trị, cho đến khi Ấn Độ thuộc Anh tan rã và nó gia nhập Liên minh Ấn Độ vào năm 1948.

## Lịch sử
Muhammad Sher Khan Babai là người sáng lập ra triều đại Babi của Junagarh vào năm 1654. Hậu duệ của ông, Babi Nawab của Junagarh, đã chinh phục các vùng lãnh thổ rộng lớn ở phía Nam Saurashtra.
Tuy nhiên, trong sự suy yếu của Đế chế Mogul, người Babis đã tham gia vào một cuộc đấu tranh với triều đại Gaekwad của Đế quốc Maratha để giành quyền kiểm soát Gujarat dưới thời trị vì của Mohammad Mahabat Khanji I. Mohammad Khan Bahadur Khanji I tuyên bố độc lập khỏi thống đốc Mogul của tỉnh Gujarat, và thành lập nhà nước Junagarh vào năm 1730. Điều này cho phép người Babi duy trì chủ quyền của Junagarh và các phiên quốc khác. Trong thời trị vì của người thừa kế Junagarh phải triều cống cho Đế chế Maratha, cho đến khi nó nằm dưới quyền thống trị của Đế quốc Anh vào năm 1807 dưới thời Mohammad Hamid Khanji I, sau Chiến tranh Anh-Maratha lần thứ hai.
Năm 1807, Junagarh trở thành lãnh thổ bảo hộ của Anh và Công ty Đông Ấn Anh nắm quyền kiểm soát nhà nước này. Đến năm 1818, khu vực Saurashtra, cùng với các phiên vương quốc khác của Kathiawar được quản lý bởi Cơ quan Kathiawar của Ấn Độ thuộc Anh.
Năm 1947, sau khi tiểu lục địa Ấn Độ được trao trả độc lập và phân chia, người cai trị triều đại Babi cuối cùng, Muhammad Mahabat Khanji III, quyết định gia nhập Junagarh vào Pakistan mới thành lập.

## Nhà cai trị
Các Nawab của Junagarh có nguồn gốc từ Người Pashtun Babi hay Babai (bộ tộc Pashtun). Họ vinh dự nhận được 13 phát súng chào mừng trong các nghi lễ:
- 1730–1758: Mohammad Bahadur Khanji I hay Mohammad Sher Khan Babai[4]
- 1758–1774: Mohammad Mahabat Khanji I
- 1774–1811: Mohammad Hamid Khanji I
- 1811–1840: Mohammad Bahadur Khanji II
- 1840–1851: Mohammad Hamid Khanji II
- 1851–1882: Mohammad Mahabat Khanji II
- 1882–1892: Mohammad Bahadur Khanji III
- 1892–1911: Mohammad Rasul Khanji
- 1911–1948: Mohammad Mahabat Khanji III (người cai trị cuối cùng trước khi Junagarh hợp nhất với Ấn Độ)